# Grand Prix de Plumelec-Morbihan Dames 2017
La 7e édition de Grand Prix de Plumelec-Morbihan Dames a eu lieu le 27 mai 2017. La course fait partie du calendrier international féminin UCI 2017 en catégorie 1.1. Elle est remportée par la Sud-Africaine Ashleigh Moolman.

## Équipes
| Équipes féminines professionnelles (12)- Bizkaia-Durango - BTC City Ljubljana - Canyon-SRAM - Cervélo Bigla - Drops - FDJ-Nouvelle Aquitaine-Futuroscope - Hitec Products - Lares-Waowdeals Women Cycling Team - Parkhotel Valkenburg-Destil Cycling Team - SAS-Macogep - Valcar PBM - Team WNT Équipes nationales (3)- Espagne - France - Russie Équipe féminines amateur (7)- Bio Frais - Breizh Ladies - Centre Val de Loire - Maaslandster Veris CCN - NCC Group-Kuota-Torelli - Rhône-Alpes - VC Morteau Montbenoit |
| |

## Récit de course
Iris Sachet part la première en échappée. Elle est reprise au premier passage de la ligne d'arrivée. Karina Kasenova puis Typhaine Laurance attaquent ensuite sans succès. Dans le quatrième tour, six coureuses s'extirpent du peloton. Le groupe se réduit ensuite à trois unités : Elizaveta Oshurkova, Dalia Muccioli et Christina Perchtold. Elles sont reprises à deux tours de l'arrivée. Comme la veille, Ashleigh Moolman attaque dans la pénultième ascension de la côte de Cadoudal. Elle emmène avec elle Alena Amialiusik, Shara Gillow et Audrey Cordon. Elles se disputent la victoire dans la dernière montée. La Sud-Africaine s'impose devant Alena Amiliusik, comme sur la Classique Morbihan, Shara Gillow complètant cette fois-ci le podium.

## Classements

### Classement final
| \| Classement général \| Classement général \| Classement général \| Classement général \| Classement général \| \| Coureuse \| Coureuse \| Pays \| Équipe \| Temps \| \| ------------------ \| --------------------- \| ------------------ \| ---------------------------------- \| ------------------ \| \| 1re \| Ashleigh Moolman \| Afrique du Sud \| Cervélo Bigla \| 2 h 57 min 15 s \| \| 2e \| Alena Amialiusik \| Biélorussie \| Canyon-SRAM Racing \| + 1 s \| \| 3e \| Shara Gillow \| Australie \| FDJ-Nouvelle Aquitaine-Futuroscope \| + 3 s \| \| 4e \| Audrey Cordon-Ragot \| France \| Wiggle High5 \| + 11 s \| \| 5e \| Cecilie Uttrup Ludwig \| Danemark \| Cervélo Bigla \| + 49 s \| \| 6e \| Eva Buurman \| Pays-Bas \| Parkhotel Valkenburg-Destil \| + 49 s \| \| 7e \| Pauliena Rooijakkers \| Pays-Bas \| Parkhotel Valkenburg-Destil \| + 49 s \| \| 8e \| Ann-Sophie Duyck \| Belgique \| Drops \| + 49 s \| \| 9e \| Vita Heine \| Norvège \| Hitec Products \| + 49 s \| \| 10e \| Juliette Labous \| France \| France \| + 49 s \| |                       |                |                                    |                 |
| |                       |                |                                    |                 |
| Source : Cycling Quotient |                       |                |                                    |                 |
| Classement général |                       |                |                                    |                 |
| Coureuse | Coureuse              | Pays           | Équipe                             | Temps           |
| 1re | Ashleigh Moolman      | Afrique du Sud | Cervélo Bigla                      | 2 h 57 min 15 s |
| 2e | Alena Amialiusik      | Biélorussie    | Canyon-SRAM Racing                 | + 1 s           |
| 3e | Shara Gillow          | Australie      | FDJ-Nouvelle Aquitaine-Futuroscope | + 3 s           |
| 4e | Audrey Cordon-Ragot   | France         | Wiggle High5                       | + 11 s          |
| 5e | Cecilie Uttrup Ludwig | Danemark       | Cervélo Bigla                      | + 49 s          |
| 6e | Eva Buurman           | Pays-Bas       | Parkhotel Valkenburg-Destil        | + 49 s          |
| 7e | Pauliena Rooijakkers  | Pays-Bas       | Parkhotel Valkenburg-Destil        | + 49 s          |
| 8e | Ann-Sophie Duyck      | Belgique       | Drops                              | + 49 s          |
| 9e | Vita Heine            | Norvège        | Hitec Products                     | + 49 s          |
| 10e | Juliette Labous       | France         | France                             | + 49 s          |

### Points UCI
| Position,          | 1er | 2e | 3e | 4e | 5e | 6e | 7e | 8e | 9e | 10e | 11e | 12e | 13e | 14e | 15e | 16e | 17e | 18e |
| Classement général | 80  | 60 | 45 | 35 | 30 | 25 | 21 | 18 | 15 | 12  | 10  | 8   | 6   | 5   | 4   | 3   | 2   | 1   |